# Алексіани
Алексіани (целліти) (лат. Congregatio Fratrum Cellitarum seu Alexianorum) — католицьке згромадження, яке виникло на території сучасної Бельгії на початку XIV століття за часів важких епідемій чуми, спочатку називалося cellites (целліти) — від celle (келія).

## Історія створення
Кілька мирян зібралися під проводом Тобіаса (прізвище невідоме) для організації допомоги потерпілим від епідемії. Поступово рух алексіан поширилася на інші європейські країни, і їхню діяльність послідовно схвалили Григорій XI (1377), Боніфацій IX (1394) і Євгеній IV (1431).
З 1459 року ті, хто вступав у орден, вимовляли обітниці, а 1472 року папа Сикст IV дарував ордену статут св. Августина. З цього часу алексіани носять чорне чернече вбрання зі шкіряним поясом. Найбільше поширення орден мав у Німеччині.
Своїм святим покровителем алексіани вважають святого Олексія. Ця назва закріпилася за орденом з XVII століття за назвою церкви монастиря Маріенбер в Ахені. Алексіани доглядали засуджених на смерть, допомагали психічно хворим, ховали померлих від чуми.
У 1941–1943 роках нацисти вигнали алексіан зі шпиталів, під час Другої світової війни багато об'єктів братства були зруйновані. З 1946 року по 1950 рік головна кафедра алексіан міститься в місті Сігнал-Маунтін (штат Теннессі США). За даними Annuario Pontificio (1997), у складі ордена перебувало 124 осіб.

## Теперішній стан
Провінція Непорочного Зачаття (американська провінція) спонсорує Оздоровчу систему Братів Алексіан, яка надає послуги невідкладної допомоги, житлові послуги, догляд за літніми людьми, пенсійні центри, і догляд за ВІЛ-позитивними у Іллінойсі, Міссурі, Вісконсині, Теннессі, а також за межами США в Філіппінах та Угорщині. Сучасні британські та ірландські заклади Лондону, Манчестеру, Дубліну та Лімеріку передбачають кошти для утримання літніх хворих і фізично неповноцінних через будинки літніх людей і Управління по контролю СНІДу; догляд та реабілітацію бездомних чоловіків та підтримку для людей з психічними захворюваннями. На європейському континенті німецька гілка конгрегації має монастирі в Аахені, Крефельді, Мальсенекі, Мюнстері та Твістрінгені. В Бельгії вони мають центри в Бухауті, Тінені, Грімбергені та в Анрі-Шапелі, де вони допомагають психіатричним службам.